# Michael Marcour

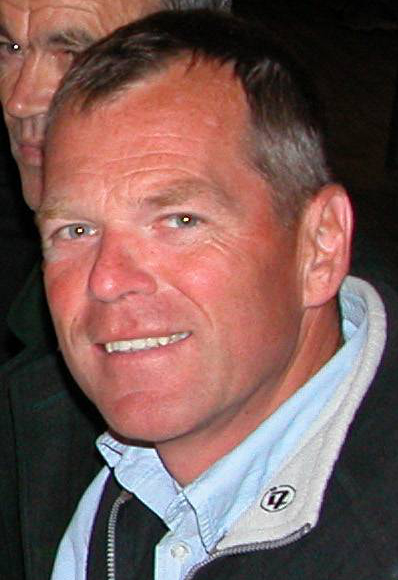

Michael Marcour, född den 10 februari 1959 i Bergisch Gladbach, är en västtysk seglare.
Han tog OS-silver i starbåt i samband med de olympiska seglingstävlingarna 1984 i Los Angeles.